# Gülse Birsel
Gülse Birsel (née Şener, nacida el 11 de marzo de 1971) es una actriz, escenarista y columnista turca.

## Biografía
Gülse Birsel nació el 11 de marzo de 1971 en Estambul como la tercera hija de Gültekin y Semiha Şener. Su padre fue un abogado, mientras que su madre era ama de casa. Su nombre fue elegido a partir de las primeras sílabas de los nombres de su madre y su padre. Su hermano Bozkurt es cinco años mayor que ella, mientras que su hermana Dilek es tres años mayor. Su hermano es oftalmólogo y un antiguo jugador de voleibol. Ella terminó su educación secundaria en la Escuela secundaria Beyoğlu Anadolu. Estuvo pensando en la actuación como profesión hasta el final de la escuela secundaria. Sin embargo, por deseo de su familia, estudió en el Departamento de Economía de la Universidad Boğaziçi. Entre 1994 y 1996, completó su Máster en bellas artes en la Universidad de Columbia.

## Carrera

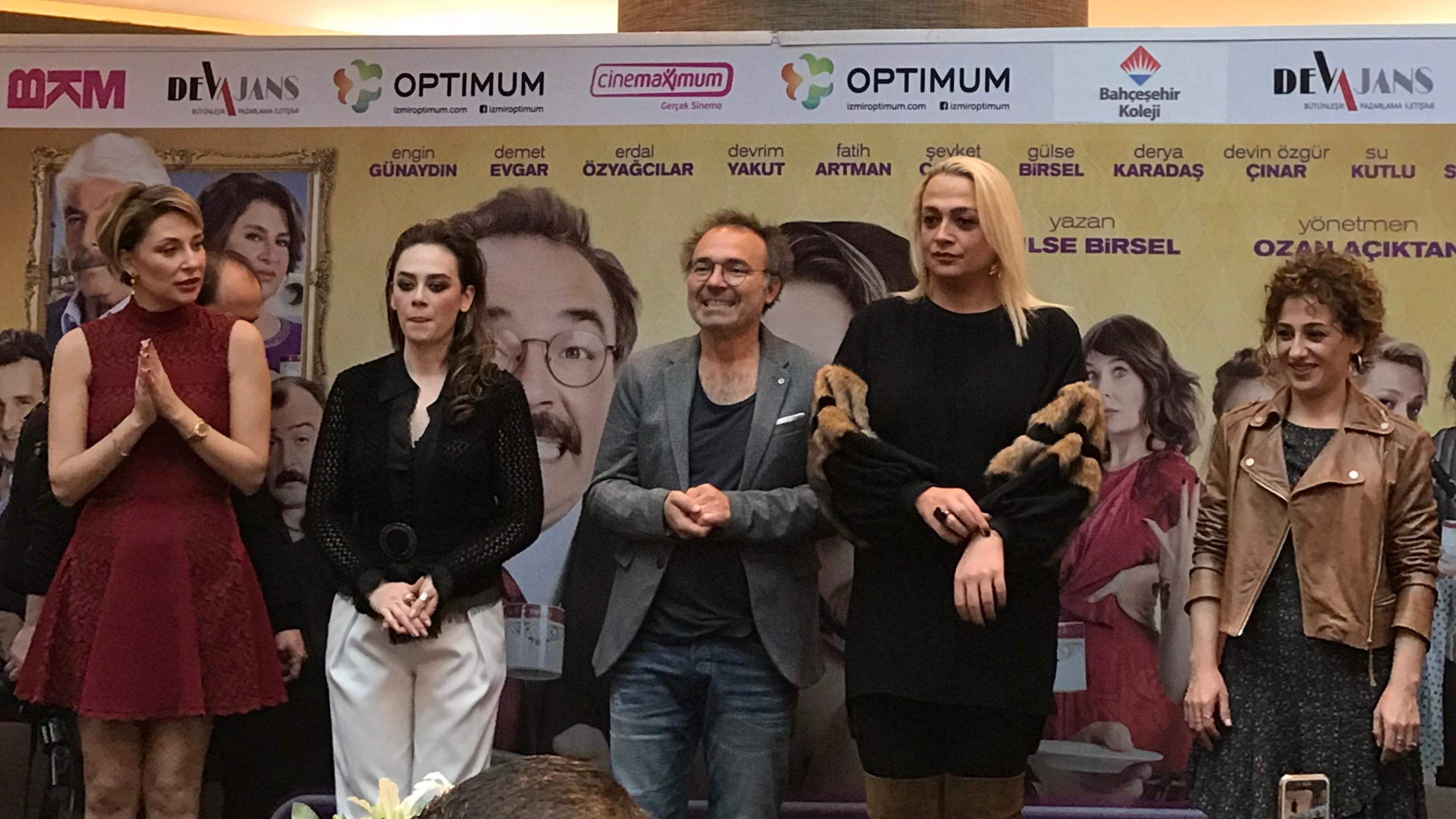
Los actores de la película entre la familia, en el estreno de Izmir.

Mientras estudiaba en la universidad, Birsel comenzó a trabajar para la revista Aktüel. A su regreso a Turquía en 1996, comenzó a trabajar en ATV, escribiendo los boletines de noticias extranjeras durante tres meses. Un año más tarde fue nombrada editor en jefe de la revista Esquire Turquía. Desde diciembre de 1997 a 2003, fue editora en jefe de Harper's Bazaar Turquía. En el período 2001-2002, trabajó como columnista del periódico Sabah. Durante este período, también se desempeñó como coordinadora general de las revistas FHM, Gezi, Harper's Bazaar y Hermosa Casa. En marzo de 2002, hizo su debut televisivo en g.a.g. de ATV.
En marzo de 2003, publicó el escenario para g.a.g.  junto con los artículos que había escrito previamente en un libro titulado Gayet Ciddiyim. Hasta marzo de 2004, se desempeñó como presentadora y escritora de g.a.g..
En marzo de 2003, junto con Levent Özdilek, interpretó el papel principal de la serie Eyvah! Eski Kocam, pero fue retirada después de la emisión de su primer episodio. En febrero de 2004, comenzó a trabajar como actriz y escenarista en la serie Avrupa Yakası, compartiendo protagonismo con Gazanfer Özcan, Hümeyra y Ata Demirer. En mayo de 2004, su segundo libro Hâlâ Ciddiyim fue publicado. Hizo su debut cinematográfico en 2005, con la película Hırsız Var!. Su tercer libro, Yolculuk Nereye Hemşerim?, fue publicado en agosto de 2005. En abril de 2008, llevó la antorcha de los Juegos Olímpicos de Verano 2008 en Estambul. En 2009, realizó su primer papel cinematográfico en la película 7 Kocalı Hürmüz.
Avrupa Yakası terminó en junio de 2009. Su cuarto libro Velev ki Ciddiyim!  fue lanzado en diciembre de 2009, seguido por su quinto libro Yazlık en junio de 2011. En enero de 2012, comenzó a trabajar como actriz y escenarista en la serie Yalan Dünya de Kanal D, que duró cuatro temporadas. Compartió el protagonismo con Altan Erkekli, Füsun Demirel y Olgun Şimşek. En 2013, comenzó a trabajar como columnista del diario Hürriyet. En 2015, se convirtió en una de los jueces en el concurso  Komedi Türkiye. Su sexto libro, Memleketi Ben Kurtaracağım!  fue lanzado en noviembre de 2015.
Su primer largometraje, Aile Arasında, en el que se desempeñó como escenarista y actriz fue lanzado en diciembre de 2017. En febrero de 2018, comenzó a trabajar como un escenarista y actriz principal en la serie de comedia Jet Sosyete de Estrella de TV.

## Vida personal
En agosto de 1999, se casó con el columnista y programador de televisión Murat Birsel en Cannes, Francia. Los dos se conocieron a través de Ayşe Arman. Gülse, quien ha dicho que no es apta para la maternidad, no tiene hijo. Viven en Nişantaşı. En agosto de 2014, su madre Semiha Şener falleció.